# كاستريون
بلدية كاستريون (بالإسبانية: Castrillón) هي بلدية تقع في منطقة أستورياس شمال غرب إسبانيا.

## الديموغرافيا
بلغ عدد سكان بلدية كاستريون 22.893 نسمة عام 2011 (وفقاً للمعهد الوطني للإحصاء الإسباني).
| 22.361 | 22.515 | 22.534 | 22.932 | 22.772 | 22.894 | 22.893 |